# Cybocephalus dissectus
Cybocephalus dissectus is een keversoort uit de familie Cybocephalidae. De wetenschappelijke naam van de soort is voor het eerst geldig gepubliceerd in 1994 door Yu.